# Gromada Arp 2
Arp 2 – gromada kulista znajdująca się w kierunku konstelacji Strzelca w odległości 93 200 lat świetlnych od Ziemi. Została odkryta w 1965 roku przez Haltona Arpa. 
Arp 2 pochodzi prawdopodobnie z galaktyki karłowatej SagDEG, lecz została przechwycona przez Drogę Mleczną. Znajduje się ona w odległości około 69 800 lat świetlnych od jądra Drogi Mlecznej. Gromady kulistej Arp 2 nie należy mylić z galaktyką Arp 2 z katalogu Haltona Arpa – Atlas Osobliwych Galaktyk.